# Вест-Бранч Тауншип (округ Поттер, Пенсільванія)
Вест-Бранч Тауншип (англ. West Branch Township) — селище (англ. township) в США, в окрузі Поттер штату Пенсільванія. Населення — 401 особа (2020).

## Демографія
Згідно з переписом 2010 року, у селищі мешкали 393 особи в 185 домогосподарствах у складі 118 родин. Було 740 помешкань
Расовий склад населення:
| - 96,4 % — білих - 0,5 % — чорних або афроамериканців - 0,3 % — азіатів - 1,0 % — осіб інших рас |

До двох чи більше рас належало 1,8 %. Частка іспаномовних становила 1,0 % від усіх жителів.
За віковим діапазоном населення розподілялося таким чином: 14,5 % — особи молодші 18 років, 60,1 % — особи у віці 18—64 років, 25,4 % — особи у віці 65 років та старші. Медіана віку мешканця становила 53,1 року. На 100 осіб жіночої статі у селищі припадало 106,8 чоловіків;  на 100 жінок у віці від 18 років та старших — 110,0 чоловіків також старших 18 років.
Середній дохід на одне домашнє господарство  становив 62 073 долари США (медіана — 45 625), а середній дохід на одну сім'ю — 79 988 доларів (медіана — 52 500). За межею бідності перебувало 16,7 % осіб, у тому числі 32,7 % дітей у віці до 18 років та 9,4 % осіб у віці 65 років та старших.
Цивільне працевлаштоване населення становило 123 особи. Основні галузі зайнятості: освіта, охорона здоров'я та соціальна допомога — 20,3 %, виробництво — 18,7 %, публічна адміністрація — 10,6 %, роздрібна торгівля — 8,9 %.